# La ventana (álbum)
La ventana es el nombre popular de un álbum homónimo publicado por el grupo musical chileno Los Jaivas en 1973. Esta denominación, al igual que la que recibieron sus otros dos trabajos homónimos (El volantín, de 1971, y El indio, de 1975), procede de la fotografía de su portada y sirve para diferenciar estos tres álbumes. Agrupa las primeras composiciones formales del grupo, y contiene sus dos primeros singles de éxito, que se han convertido en estándares de la música popular en Chile: «Todos juntos» y «Mira niñita».

## Historia
En abril de 1972, Los Jaivas decidieron lanzar al mercado su primer sencillo comercial, en el que pensaban promocionar su primera composición, "Ayer Caché". El tema, elaborado grupalmente, contenía elementos de balada latinoamericana y bolero, con letras que evocan la naturaleza y las temáticas amorosas típicas de la década de 1970. En su lado B, habían decidido incorporar un tema escrito algo más rápidamente, con versos que mostraban idealistas anhelos de paz, y a un ritmo más vertiginoso. La canción, llamada "Todos Juntos", fue la que la radio promocionó, y llegó a ser un completo éxito, uno de los sencillos mejor vendidos en toda la historia discográfica de Chile. Hasta hoy, "Todos Juntos" es una de las canciones más conocidas y simbólicas del país. 
A este éxito lo siguió de cerca, (el 21 de septiembre de 1972), la edición de un segundo sencillo, "Mira Niñita", composición mezcla de balada, rock, folclore latinoamericano y rock progresivo, ideada por Gato Alquinta, aunque acreditada a todo el grupo en su elaboración. Resultó ser otro éxito de insospechada magnitud. El lado B contiene una improvisación al estilo de las encontradas en El Volantín: "Cuero y Piel".
Para capitalizar esta buena fortuna, el grupo lanzó su segundo LP, con un sello y un tiraje más importantes que los de su primera entrega. Así se publicó otro álbum homónimo, cuya portada, diseñada por Marco Antonio Hughens, le entregó su característica denominación popular, La Ventana, la cual además sirve para diferenciarlo del álbum anterior y del también homónimo disco de 1975. El disco fue un éxito de ventas y lanzó a Los Jaivas a la cima de la popularidad chilena en plena época de la Unidad Popular.
Posterior al lanzamiento del disco, el grupo publicó un tercer sencillo: "Indio Hermano", otra composición americanista de Gato Alquinta, apoyada en el lado B con el instrumental orquestado "Corre Que Te Pillo", en donde se mezcló instrumentos clásicos con música de rock y ritmo de malambo, constituyó uno de los primeros acercamientos de Los Jaivas a la música sinfónica.

## Contenido
Uno de los lados del LP original contiene sus dos singles de éxito, además de una tercera composición formal (la cueca-rock "La Quebrá Del Ají", donde la banda crea, a través de su letra soñadora, un lugar mítico en donde todo es fantasía y paraíso), un breve semiinstrumental introductorio que caracteriza mucho la época hippie en la que salió este disco a la venta: la "Marcha Al Interior Del Espíritu" tiene un coro de niños repitiendo el verso: "seamos amigos, seamos hermanos" en sus dos minutos de duración. 
El otro lado del disco contiene improvisaciones instrumentales, entre ellas el famoso y extenso tema "Los Caminos Que Se Abren", grabado en conjunto con una orquesta de cámara. 
Reediciones posteriores han ido incorporando temas de los sencillos mencionados anteriormente, lo que ha llevado a tracklists muy diferentes en cada edición, dependiendo de cada país. En algunos países, el álbum ha sido incluso editado con el título de Todos Juntos, para destacar la canción más famosa que aparece en él.

## Lista de canciones
Todas las canciones escritas y compuestas por Los Jaivas. 
| Lado A |                                       |          |  |
| N.º    | Título                                | Duración |  |
| 1.     | «Marcha al interior del espíritu» (*) | 2:16     |  |
| 2.     | «Mira niñita»                         | 6:57     |  |
| 3.     | «Todos juntos»                        | 5:52     |  |
| 4.     | «La quebrá del ají»                   | 4:43     |  |
| 19:48  |                                       |          |  |

(*) Invitados: Coro «Niño y patria», dirigido por Jorge Reese; Coro de amigos: Julio Numhauser, Mellizos Jara, Oriana, Perla, Mirta, José Pedro, Gustavo Mujica, Marcela, Alfredo, Pato.
| Lado B |                                              |          |  |
| N.º    | Título                                       | Duración |  |
| 1.     | «Ciclo vital» (Improvisación instrumental)   | 9:46**   |  |
| 2.     | «Los caminos que se abren» (Instrumental***) | 9:40     |  |
| 3.     | «El pasillo del cóndor» (Instrumental)       | 0:25     |  |
| 19:46  |                                              |          |  |

(**) En la reedición de 2020, la canción tiene una mayor velocidad, reduciendo la duración a 8:42.
(***) Invitados: José Ramírez (violín); Sofía González, Víctor Schlegel, Óscar Sandoval (violas); Eduardo Sienkiewic, Augusto Hernández (violonchelo); Ramón Silva, Gilberto Silva (cornos); Iván Cazabon (contrabajo); Alfredo Jarpa (tarka).

### Ediciones
Edición argentina de 1983, con el nombre de Todos juntos:

| Lado A |                                   |          |  |
| N.º    | Título                            | Duración |  |
| 1.     | «Marcha al interior del espíritu» |          |  |
| 2.     | «Todos juntos»                    |          |  |
| 3.     | «Ayer caché»                      |          |  |
| 4.     | «La quebrá del ají»               |          |  |

| Lado B |                                             |          |  |
| N.º    | Título                                      | Duración |  |
| 1.     | «Mira niñita»                               |          |  |
| 2.     | «Corre que te pillo» (Instrumental)         |          |  |
| 3.     | «El pasillo del cóndor» (Instrumental)      |          |  |
| 4.     | «Los caminos que se abren» (Instrumental**) |          |  |

Además existen varias ediciones chilenas en disco compacto, todas incorporando como bonus track los temas editados en la época en los sencillos, y con una calidad de audio regular. La edición de 2002 corrige algunos de estos defectos, y además agrega, por primera vez en CD, el tema «Ciclo vital», cuyo máster se había perdido por años. La lista de temas de esa edición es la siguiente:
| N.º | Título                            | Música                                                 | Duración |  |
| 1.  | «Marcha al interior del espíritu» |                                                        |          |  |
| 2.  | «Todos juntos»                    |                                                        |          |  |
| 3.  | «Mira niñita»                     |                                                        |          |  |
| 4.  | «Los caminos que se abren»        |                                                        |          |  |
| 5.  | «Indio hermano» (1)               | Charango: Patricio Castillo                            | 6:10     |  |
| 6.  | «Ayer caché» (2)                  | Coros: Julio Numhauser, Tito Parra y Alejandro Cordero | 4:25     |  |
| 7.  | «La quebrá del ají»               |                                                        |          |  |
| 8.  | «Corre que te pillo» (3)          |                                                        | 4:37     |  |
| 9.  | «Cuero y piel» (4)                |                                                        | 5:16     |  |
| 10. | «Ciclo vital»                     |                                                        |          |  |
| 11. | «El pasillo del cóndor»           |                                                        |          |  |

(1) Bonus track. Lanzada como un sencillo en el otoño de 1973, y grabada ese año en los estudios de IRT, junto con su lado B «Corre que te pillo», que también aparece en este disco.
(2) Bonus track. El lado A original del sencillo de 1972, cuyo lado B, «Todos juntos», alcanzó altísimos niveles de popularidad.
(3) Bonus track. Versión original orquestada, lado B de «Indio hermano». Mario toca la guitarra eléctrica, y Gato Alquinta pasa al bajo.
(4) Bonus track. Originalmente fue el Lado B de «Mira niñita» en un sencillo de 1972.

## Créditos
Los Jaivas
- Gato Alquinta: Voz, guitarra eléctrica, guitarra acústica, charango, flauta dulce, bajo, tarka, tumbadoras, pepa, gong
- Mario Mutis: Bajo, guitarra eléctrica, guitarra acústica, tarka, pincuyo, tambores, voz
- Gabriel Parra: Batería, timbales cromáticos, tumbadoras, xilófono, caja de boy scout, gong, bombo legüero, maracas, kultrum, Voz
- Claudio Parra: Piano, celesta, maracas, rasca de metal, triángulo, gong, coros
- Eduardo Parra: Piano, órgano, celesta, rasca de metal, bongó, tumbadoras, pandereta, kultrum, maracas, castañuelas, pitos, coros

Invitado
- Jorge Reese: Director Coro Niño y Patria en «Marcha al interior del espíritu»
- Oriana, Perla, Mirta, Marcela, Julio, Pato, mellizos Jara, José Pedro, Gustavo, Alfredo: Coro de amigos en «Marcha al interior del espíritu»
- Patricio Castillo: Charango en «Todos juntos» y «Mira niñita»; guitarra acústica en «Mira niñita»; guitarrón en «La quebrá del ají»
- José Ramírez: Solo de violín en «Los caminos que se abren»
- Sofía González, Víctor Schlegel, Oscar Sandoval: Viola en «Los caminos que se abren»
- Eduardo Sienkiewicz, Augusto Hernández: Cello en «Los caminos que se abren»
- Ramón Silva, Gilberto Silva: Corno en «Los caminos que se abren»
- Iván Cazabón: Contrabajo en «Los caminos que se abren»
- Alfredo Jarpa: Tarka en «Los caminos que se abren»

Personal
- Ingeniero de grabación: Fernando Mateo, Franz Benko
- Diseño de carátula: Marco Antonio Hughens

## Presentaciones
El grupo llevó una intensa actividad de giras nacionales para la promoción de los sencillos y este disco. En particular, el 16 de agosto de 1973 Los Jaivas realizaron un concierto sinfónico en Viña del Mar, en donde ejecutaron, entre otras canciones, "Los Caminos Que Se Abren" y "Corre Que Te Pillo". Los planes de seguir con los conciertos sinfónicos se vieron coartados por el golpe militar de 1973.

## Compilaciones y otras versiones
«Todos juntos» es el tema más regrabado de Los Jaivas. Nuevas versiones aparecen en la edición internacional de Aconcagua (1982) y en Trilogía: El Reencuentro (1997), mientras que la versión original es recopilada en Obras cumbres (2002). «Mira niñita» también fue regrabada para Trilogía: El reencuentro, junto con Los Tres, y apareció en las compilaciones Obras cumbres y Canción de amor (2005). «La quebrá del ají» aparece en Obras cumbres en su versión original, y en el disco de cuecas En el bar-restaurante 'Lo que nunca se supo' (2000), en una versión grabada en vivo en la gira de 1988. Además, «Indio hermano» fue regrabada con León Gieco para Trilogía: El reencuentro, y «Ayer caché» también es recopilada en Canción de amor. Por último, «Corre que te pillo» fue regrabada para aparecer en Aconcagua.

## Posicionamiento
| Publicación | País           | Lista                                                   | Año  | Puesto |
| ----------- | -------------- | ------------------------------------------------------- | ---- | ------ |
| Al Borde    | Estados Unidos | Los 250 álbumes más importantes del Rock Iberoamericano | 2006 | 181    |